# Cioccolatiera

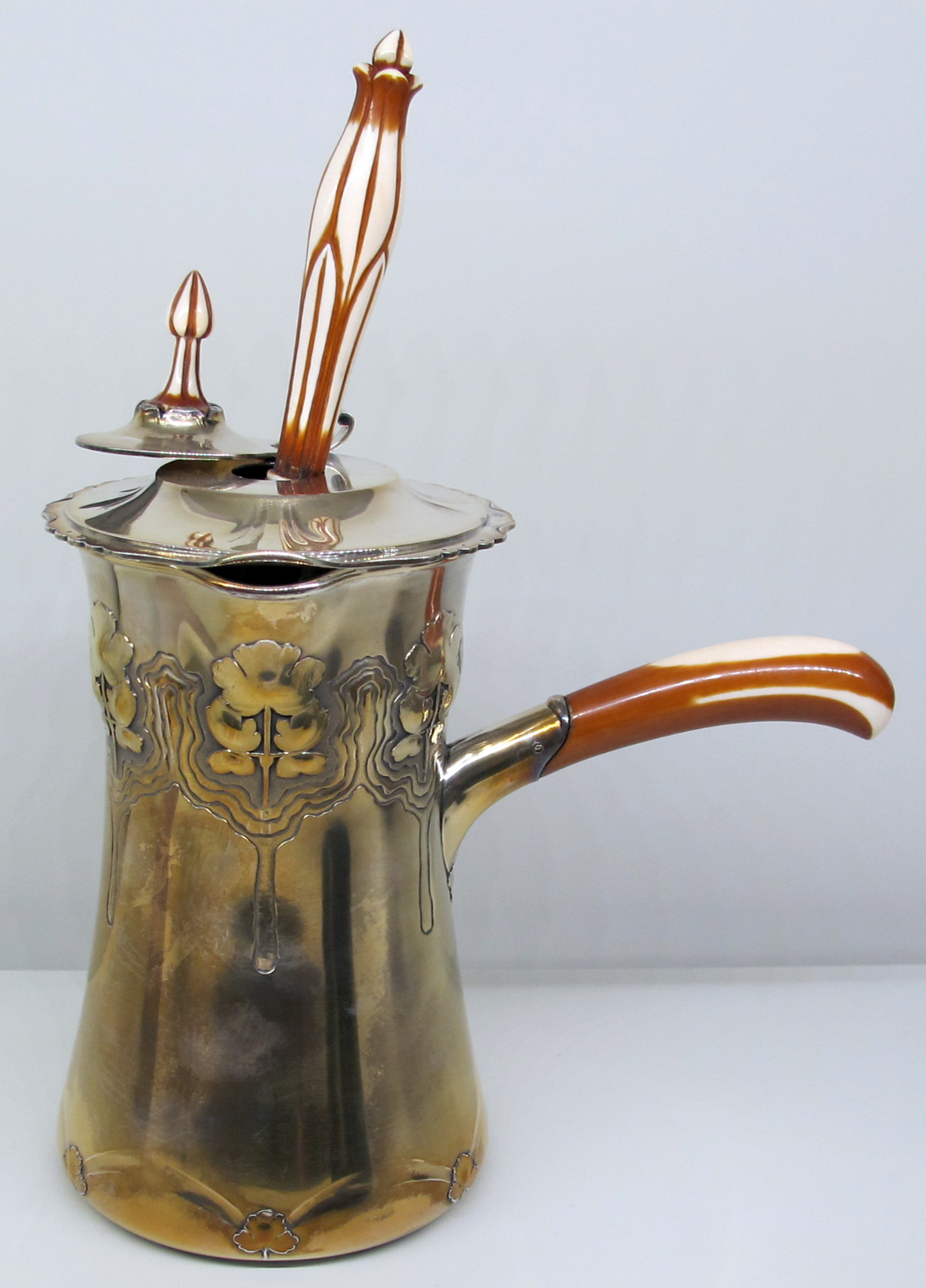
Lucine Bonvallet e Ernest Cardeilhac, cioccolatiera con sportellino, Parigi c. 1900

La cioccolatiera è un bricco, in genere di porcellana o d'argento, che serve a preparare all'istante la cioccolata calda in bevanda.

## Descrizione
Il bricco della cioccolatiera è in genere un po' più grande di quello della caffettiera e un po' panciuto, perché al suo interno la bevanda calda deve essere mescolata, permettendo così alla polvere di cacao e allo zucchero di sciogliersi nel latte. Sul coperchio la cioccolatiera può avere uno sportellino, per introdurvi una bacchetta - dal manico di osso o di avorio - che serve a mescolare, ottenendo così un prodotto uniforme.

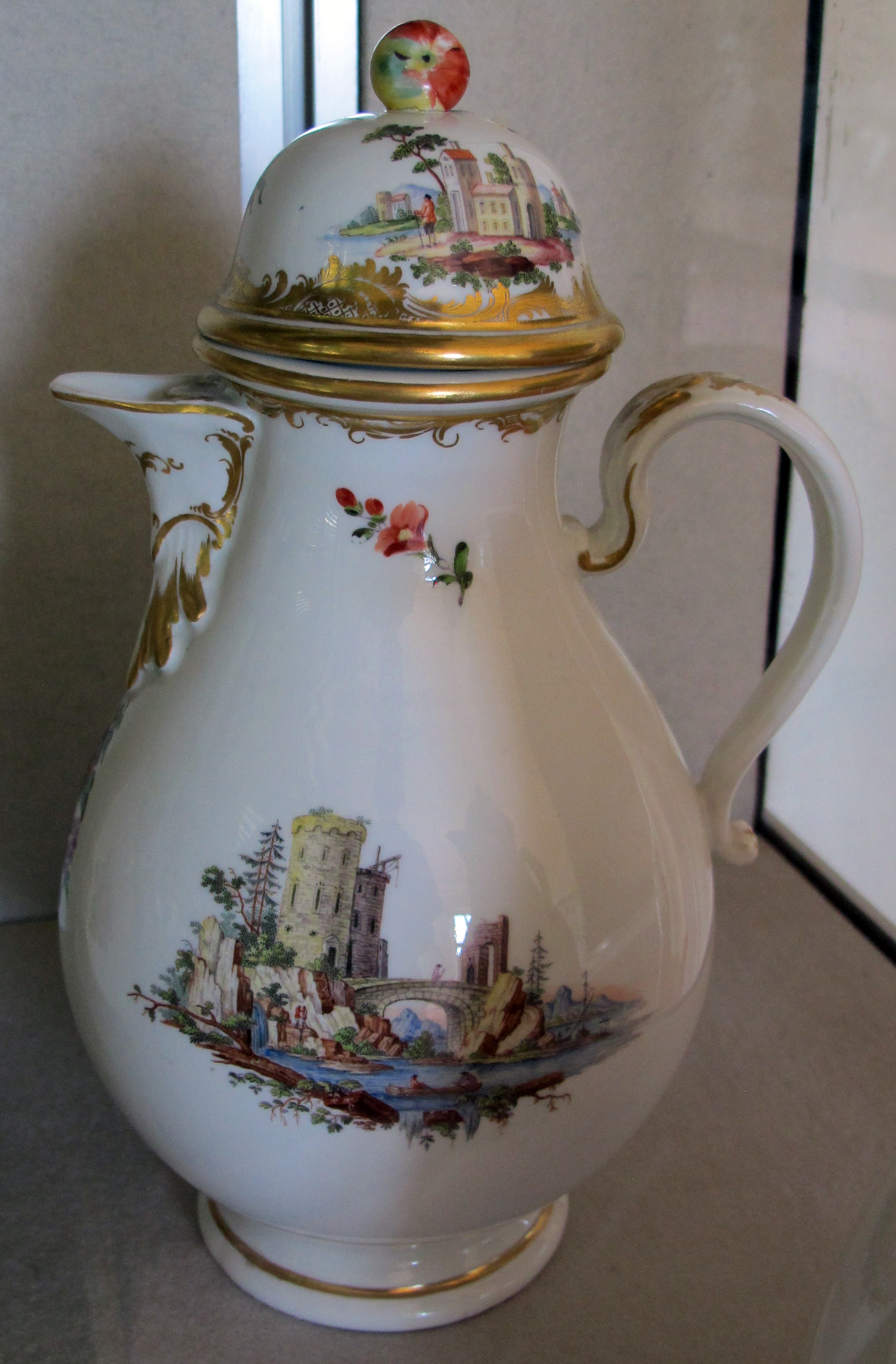
Porcellana di Vienna, 1744-1784 circa, cioccolatiera, Museo delle porcellane, Firenze

La cioccolatiera venne in uso nel Seicento, quando si diffuse la piacevole e calda bevanda della cioccolata calda (probabilmente inventata dalle monache) in cui l'amaro del cacao era corretto dalla gradevolezza del latte e dello zucchero di canna. Questa bevanda era considerata terapeutica, tonificante ma non eccitante, adatta anche ai bambini. Degustare una cioccolata calda divenne un rito quotidiano che ha ispirato pittori, come Jean-Étienne Liotard, che ha dipinto La bella cioccolatiera.
Si produssero cioccolatiere soprattutto in Francia, in Austria e in Italia, sia in porcellana dipinta con decori a fiori, a paesaggi, a cineserie, sia in argento con motivi incisi o a rilievo. Le cioccolatiere inglesi assunsero una linea sobria e un po' rigidaː spesso col fondo piatto, avevano un ampio manico ritorto. Le cioccolatiere realizzate dalla manifattura di porcellana di Ginori, a Doccia e dalla Manifattura imperiale di porcellane di Vienna, sono celebri per grazia della forma e preziosità del decoro. Alla cioccolatiera si accompagnavano tazze in porcellana dipinta che in genere erano lievemente più grandi di quelle del tè e a volte avevano due manici.